# Jorge Toledano
Jorge Antonio Toledano Sánchez (Ciudad de México, 2 de febrero de 1975) es un exfutbolista mexicano que jugaba en la posición de delantero. Actualmente está retirado pero juega en el fútbol indoor.

## Trayectoria

### Clubes
| Club                      | País                | Año       | Partidos | Goles | Media |
| ------------------------- | ------------------- | --------- | -------- | ----- | ----- |
| C. América                | México              | 1994-1995 | 4        | 0     | 0     |
| Inter de Tijuana          | México              | 1995-1996 | 25       | 11    | 0.44  |
| Gallos de Aguascalientes  | México              | 1996-1997 | 36       | 12    | 0.33  |
| C. América                | México              | 1997-1998 | 0        | 0     | 0     |
| Irapuato F. C.            | México              | 1999-2000 | 57       | 19    | 0.33  |
| Halcones de Querétaro     | México              | 2000      | 8        | 2     | 0.25  |
| C. América                | México              | 2001      | 14       | 3     | 0.21  |
| León A. C.                | México              | 2002-2003 | 9        | 1     | 0.11  |
| Delfines de Coatzacoalcos | México              | 2003-2004 | 11       | 2     | 0.18  |
| Total en su carrera       | Total en su carrera | 1994-2004 | 164      | 50    | 0.3   |

## Estadísticas

### Clubes
| C. América · México |               |               |     |    |   |   |   |    |     |    |
| 1ª | 1994/95       | 1             | 0   | 3  | 0 | - | - | 4  | 0   |    |
| 1ª | 1997/98       | 0             | 0   | -  | - | - | - | 0  | 0   |    |
| 1ª | 2001          | 4             | 0   | 1  | 0 | - | - | 5  | 0   |    |
| 1ª | 2001          | 4             | 0   | 2  | 0 | 3 | 3 | 9  | 3   |    |
| Total club | Total club    | 9             | 0   | 6  | 0 | 3 | 3 | 18 | 3   |    |
| Inter de Tijuana · México |               |               |     |    |   |   |   |    |     |    |
| 2ª | 1995/96       | 24            | 11  | 1  | 0 | - | - | 25 | 11  |    |
| Total club | Total club    | 24            | 11  | 1  | 0 | - | - | 25 | 11  |    |
| Gallos de Aguascalientes · México |               |               |     |    |   |   |   |    |     |    |
| 2ª | 1996/97       | 36            | 12  | -  | - | - | - | 36 | 12  |    |
| Total club | Total club    | 36            | 12  | -  | - | - | - | 36 | 12  |    |
| Irapuato F.C. · México |               |               |     |    |   |   |   |    |     |    |
| 2ª | 1998/99       | 28            | 8   | -  | - | - | - | 28 | 8   |    |
| 2ª | 1999/00       | 29            | 11  | -  | - | - | - | 29 | 11  |    |
| Total club | Total club    | 57            | 19  | -  | - | - | - | 57 | 19  |    |
| Halcones de Querétaro · México |               |               |     |    |   |   |   |    |     |    |
| 2ª | 2000          | 8             | 2   | -  | - | - | - | 8  | 2   |    |
| Total club | Total club    | 8             | 2   | -  | - | - | - | 8  | 2   |    |
| León A.C. · México |               |               |     |    |   |   |   |    |     |    |
| 1ª | 2002          | 3             | 0   | 2  | 1 | - | - | 5  | 1   |    |
| 2ª | 2002/03       | 4             | 0   | -  | - | - | - | 4  | 0   |    |
| Total club | Total club    | 7             | 0   | 2  | 1 | - | - | 9  | 1   |    |
| Delfines de Coatzacoalcos · México |               |               |     |    |   |   |   |    |     |    |
| 2ª | 2003/04       | 11            | 2   | -  | - | - | - | 11 | 2   |    |
| Total club | Total club    | 11            | 2   | -  | - | - | - | 11 | 2   |    |
| Total carrera | Total carrera | Total carrera | 152 | 46 | 9 | 1 | 3 | 3  | 164 | 50 |
| (1)Incluye datos de la Copa México, Pre Pre Libertadores (2001 y 2002) y Promoción Primera División-Primera División A (2002) . (2)Incluye datos de la Copa de Gigantes de la Concacaf (2001). |               |               |     |    |   |   |   |    |     |    |

## Selección nacional

### Categorías menores
Sub-17
Fue internacional en la selección de fútbol sub-17 de México donde jugó 3 partidos y marcó tres goles siendo el goleador del certamen para el seleccionado.
| Mundial                               | Sede   | Resultado    |
| ------------------------------------- | ------ | ------------ |
| Copa Mundial de Fútbol Sub-17 de 1991 | Italia | Primera fase |

## Palmarés

### Copas nacionales
| Título             | Club          | País   | Año  |
| ------------------ | ------------- | ------ | ---- |
| Primera 'A'        | Irapuato F.C. | México | 1999 |
| Primera 'A'        | Irapuato F.C. | México | 2000 |
| Campeón de Ascenso | Irapuato F.C. | México | 2000 |

### Copas internacionales
| Título           | Club         | País           | Año  |
| ---------------- | ------------ | -------------- | ---- |
| Copa de Gigantes | Club América | Estados Unidos | 2001 |